# Ceratotrochus franciscana
Espèce
Statut CITES
Ceratotrochus franciscana est une espèce de coraux appartenant à la famille des Caryophylliidae.